# IC 1893
IC 1893 — галактика типу S (спіральна галактика) у сузір'ї Овен.
Цей об'єкт міститься в оригінальній редакції індексного каталогу.